# Heritage Foundation
La Heritage Foundation o abbreviata Heritage è un think tank conservatore statunitense fondato nel 1973 a Washington.
La missione è promuovere valori conservatori basati sul libero mercato, governo limitato, libertà individuale, valori americani tradizionali e una base di difesa forte. L'eredità a cui fa riferimento sono le idee giudaico-cristiane e le idee degli autori della Costituzione americana (i Padri Fondatori). Per il finanziamento dipende dalle donazioni di aziende, fondazioni e privati. 

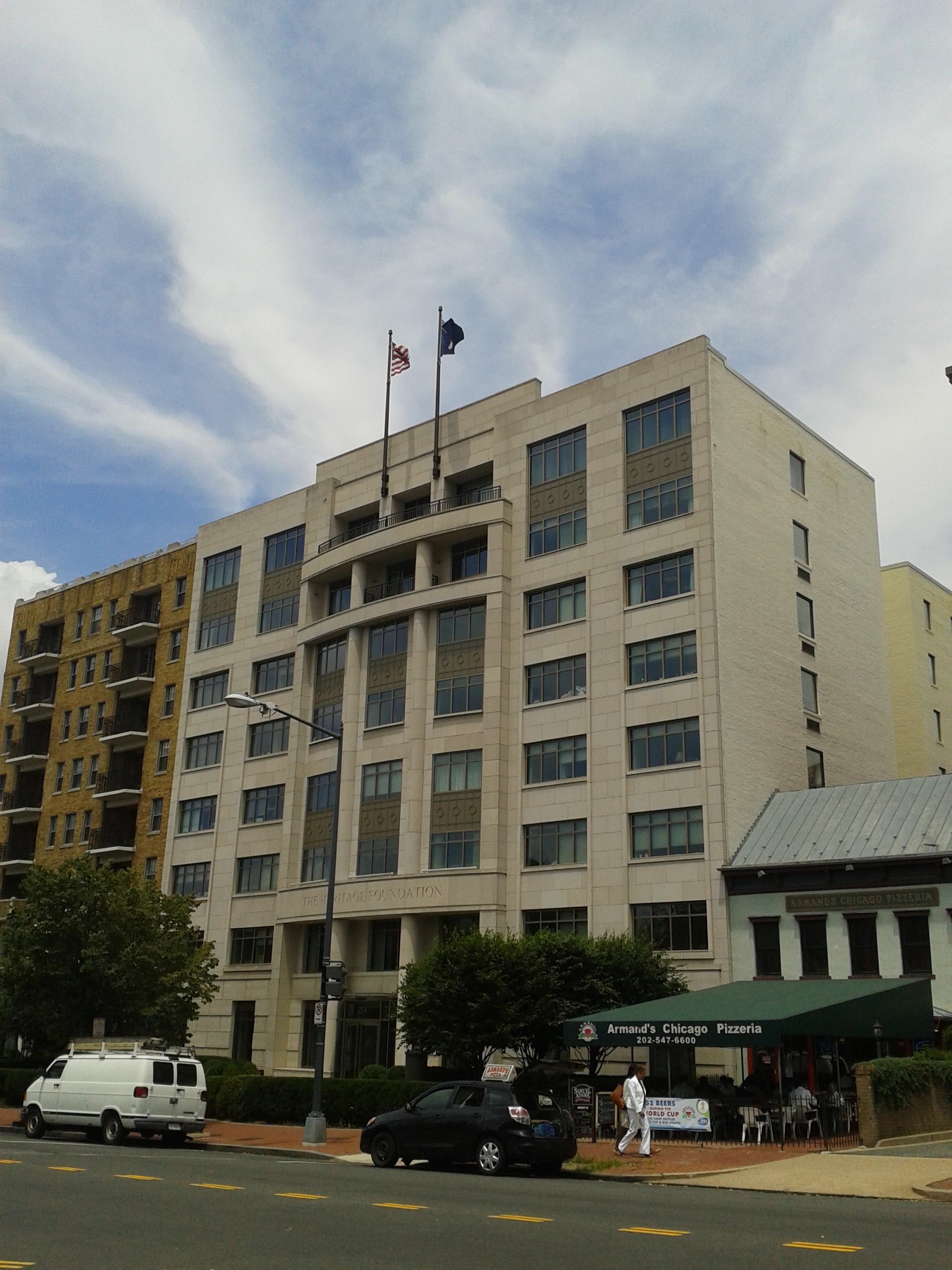
L'edificio della sede della Heritage Foundation, in Massachusetts Avenue a Capitol Hill.

Questo think tank è visto come una delle principali forze dietro l'ascesa del conservatorismo in America. Molto di più dell'American Enterprise Institute, sottolinea l'importanza dei valori della famiglia, ma, come questo istituto, è stato fondato dalla Mont Pelerin Society. Questa organizzazione ha avuto un ruolo nella negazione del riscaldamento globale.

## Storia

### I primi anni
La Heritage Foundation è stata fondata il 16 febbraio 1973 durante l'amministrazione Nixon da Paul Weyrich, Edwin Feulner e Joseph Coors.  Nato dal nuovo movimento di attivisti imprenditoriali ispirato dal Memorandum Powell, il malcontento per l'abbraccio di Richard Nixon al "consenso liberale" e alla natura non polemica e cauta dell'esistente think tank,  indussero Weyrich e Feulner a creare una versione della Brookings Institution che promuovesse l'attivismo conservatore.
Coors è stato la principale fonte di finanziamento di Heritage nei suoi primi anni. Weyrich fu il primo presidente della fondazione. Successivamente, sotto il successore di Weyrich, Frank J. Walton, la Heritage Foundation iniziò a utilizzare la raccolta fondi tramite posta diretta e il reddito annuale della Heritage crebbe fino a 1 milione di dollari all'anno nel 1976. Nel 1981, il budget annuale crebbe fino a 5,3 milioni di dollari.
Nei suoi primi anni Heritage sostenne politiche pro-business, anticomunismo e neoconservatorismo, ma si distinse dal conservatore American Enterprise Institute (AEI) sostenendo anche la destra cristiana.  Comunque nel corso degli anni '70, la Heritage Foundation rimase piccola rispetto a Brookings e AEI.